# Volání netvora: Příběh života
Volání netvora: Příběh života (v anglickém originále A Monster Calls) je americký fantasy film, natočený na základě novely Patricka Nesse Volání netvora. Premiéra filmu v České republice byla 30. března 2017, i když původně udávaný termín byl 10. listopad 2016.

## Obsazení
| Lewis MacDougall        | Conor            |
| Liam Neeson             | Netvor           |
| Sigourney Weaverová     | Conorova babička |
| Felicity Jonesová       | Conorova matka   |
| Toby Kebbell            | Conorův otec     |
| James Melville          | Harry            |
| Lily-Rose Aslandogduová | Lilly            |

## Produkce
V březnu 2014 Focus Features koupilo práva na filmovou adaptaci za 20 milionů dolarů. Režisérem byl zvolen Juan Antonio Bayona. Natáčení filmu začalo koncem září ve Španělsku a Anglii (Preston, Lancashire a Manchester). 19. listopadu 2015 byl vydán krátký teaser k filmu. V červenci 2016 vyšel k filmu první oficiální trailer.